# Megakalikose
Die Megakalikose, von altgriechisch μέγας megas, deutsch ‚groß‘ und altgriechisch κύλιξ kýlix, deutsch ‚Kelch‘, lateinisch calix, ist eine sehr seltene angeborene Fehlbildung mit dem Hauptmerkmal zu großer Kelche in einer oder beiden Nieren. Dabei liegt keine Abflußstörung vor. Oft ist die Zahl der Kelche auf 12–25 vermehrt, Nierenbecken und ableitende Harnwege sind unauffällig.
Synonyme sind: Kongenitale Megakalikose; Megapolikalikose; Megakalykose; englisch Puigvert Disease; Puigvert‘s disease
Die Erstbeschreibung stammt aus dem Jahre 1963 durch den spanischen Urologen Antonio Puigvert Gorro (1905–1990).

## Verbreitung
Die Häufigkeit wird mit unter 1 zu 1.000.000 angegeben, bislang wurde nur über wenige Betroffene berichtet. Das männliche Geschlecht ist etwa 6 mal so häufig betroffen wie das weibliche.
Es besteht eine Assoziation mit dem (kongenitalen) Megaureter.

## Ursache
Als Ursache wird eine Störung der Embryogenese, der Verbindung zwischen Ureterknospe und Metanephron, Hypoplasie der Muskulatur im Nierenbecken oder Hypoplasie der juxtamedullären Glomeruli mit Hypoplasie der Markpyramiden angenommen.

## Klinische Erscheinungen
Klinische Kriterien sind:
- klinisch unauffällig, auch normale Funktion der Nieren, keine Abflussbehinderung
- als mögliche Komplikation können Harnwegsinfekte oder Nierensteine auftreten.

Oft handelt es sich um einen Zufallsbefund.

## Diagnose
Die Diagnose ergibt sich bildgebend durch Sonografie, Ausscheidungsurogramm oder Kernspintomographie. Die Nieren sind normal groß, die Kelche zulasten der Medulla erweitert, die Nierenrinde ist normal. Das Verhältnis Kortex/Medulla ist von normal 1:2 auf 1:1 verändert. Die Zahl der Kelche kann erheblich vermehrt sein (Megapolikalikose). Auch das Gefäßnetz ist unauffällig.

## Differentialdiagnose
Abzugrenzen sind:
- obere Harnwegsobstruktionen
- parapelvine Nierenzysten
- Kelchhalsstenosen

## Therapie
Normalerweise ist keine Behandlung erforderlich.